# 文学史
文学史（ぶんがくし）は、文学の歴史、またそれを記述したもの、および文学の歴史的研究を行う学問領域である。学問領域としては文化史、芸術史に属し、また文芸学に属する。
以下ではまず歴史記述として、ついで学問領域として、最後に文学の歴史的変遷としての文学史について述べる。

## 歴史記述としての文学史
文学史は、通常ある一つの国や地域の文学の歴史として記述され、また多く作者あるいは作品の歴史として書かれる。
古代におけるその起こりは著者の列伝、あるいは作品の目録といった形に求められ、たとえば紀元前3世紀にアレクサンドリアの図書館のためにカリマコスが編纂した『ピナケス』、ローマのスエトニウスの「詩人伝」、中国では「漢書芸文志」などが挙げられる。
近代ヨーロッパにおいては文学史は文学研究の重要な分野となり、19世紀の国民意識高揚とともに、ドイツではゲオルク・ゴトフリート・ゲルヴィーヌスの『ドイツ人の詩的国民文学の歴史』 (Geschichte der poetischen National-Literatur der Deutschen) （5巻、1835-1842）、イギリス文学についてはトマス・ウォートンの『イギリス詩史』 (History of English Poetry) (1774-1781) あるいはフランスのイポリット・テーヌの『イギリス文学史』 (Histoire de la littérature anglaise) (1863-1864)、イタリアではフランチェスコ・デ・サンクティスの『イタリア文学史』 (Storia della letteratura italiana) (1870-1871) と、それぞれ大著が書かれ、黄金時代を迎えた。

## 学問としての文学史
上述のように近代ヨーロッパにおいて文学史が学問分野となるにあたって、ドイツでは19世紀に興隆した近代文献学の方法論、すなわちギリシャなどを対象とする古代文献学に倣った方法論を適用するように、ヴィルヘルム・シェーラーらによって主張された。一方フランスではテーヌによって実証主義的な文学史が唱導され、ギュスターヴ・ランソンらがこれに続いた。
その後の展開について、ハンス・ローベルト・ヤウスは、文学史の歴史は「過去150年間にわたって…絶えず下降の道を記してきた」とし、19世紀の学者たちは「文学作品の歴史を手がかりにして、民族の個性が形成される過程を記述することを研究の最高目標と考えていた。こうした王道は、今日ではすでに遠い思い出となっている」、あるいは「大学の講義題目では、文学史は明らかに消滅している」と書いている。

## 文学の歴史
地域ごと、あるいはジャンル・形式ごとの文学の歴史の詳細は下記を参照されたい。

### 地域による分類

#### アジア
- 日本文学史
  - 日本の上代文学史
  - 日本の中古文学史
  - 日本の中世文学史
  - 日本の近世文学史
  - 日本の近現代文学史
- 中国文学史

- 台湾文学史
- 朝鮮文学史
- 東南アジア文学史
- フィリピン文学史
- ベトナム文学史
- タイ文学史
- インドネシア文学史

- インド文学史
- ネパール文学史
- ペルシア文学史
- アラビア文学史
- イスラエル文学史
- トルコ文学史
- モンゴル文学史

#### ヨーロッパ
- ギリシア文学史
- ラテン文学史
- イギリス文学史
- アイルランド文学史
- フランス文学史
- ドイツ文学史
- イディッシュ文学史
- イタリア文学史

- スペイン文学史
- ポルトガル文学史
- ポーランド文学史
- チェコ文学史
- ハンガリー文学史
- ルーマニア文学史
- ブルガリア文学史
- ウクライナ文学史

- ロシア文学史
- エスペラント文学史
- 北欧文学史
- アイスランド文学史
- スウェーデン文学史
- デンマーク文学史
- ノルウェー文学史
- フィンランド文学史

#### アメリカ
- アメリカ文学史
- アルゼンチン文学史
- ウルグアイ文学史
- エクアドル文学史
- カナダ文学史
- キューバ文学史

- グアテマラ文学史
- コロンビア文学史
- チリ文学史
- ニカラグア文学史
- ハイチ文学史
- パラグアイ文学史

- ブラジル文学史
- ベネズエラ文学史
- ペルー文学史
- ボリビア文学史
- ラテンアメリカ文学史

#### アフリカ
- アフリカ文学史
- アルジェリア文学史
- アンゴラ文学史
- エジプト文学史 / 古代エジプト文学史
- エチオピア文学史
- カーボベルデ文学史

- ケニア文学史
- スワヒリ文学史 (en:Swahili literature)
- セネガル文学史
- ソマリア文学史
- チュニジア文学史
- ナイジェリア文学史

- ベナン文学史
- 南アフリカ文学史
- モザンビーク文学史
- モロッコ文学史
- ヨルバ文学史 (en:Yoruba literature)

#### オセアニア
- オーストラリア文学史
- ニュージーランド文学史

### 形態・ジャンルによる分類
- 詩の歴史
  - 叙事詩の歴史 -  抒情詩の歴史
  - 和歌の歴史 - 漢詩の歴史 - 川柳の歴史
- 戯曲 - 悲劇の歴史 - 喜劇の歴史
- 小説の歴史
- 随筆の歴史
- 口承文学 - 童話の歴史 - 説話の歴史 - 民話の歴史